# Tontelea divergens
Tontelea divergens är en benvedsväxtart som beskrevs av Albert Charles Smith. Tontelea divergens ingår i släktet Tontelea och familjen Celastraceae. Inga underarter finns listade.